# Wegetariańska parówka

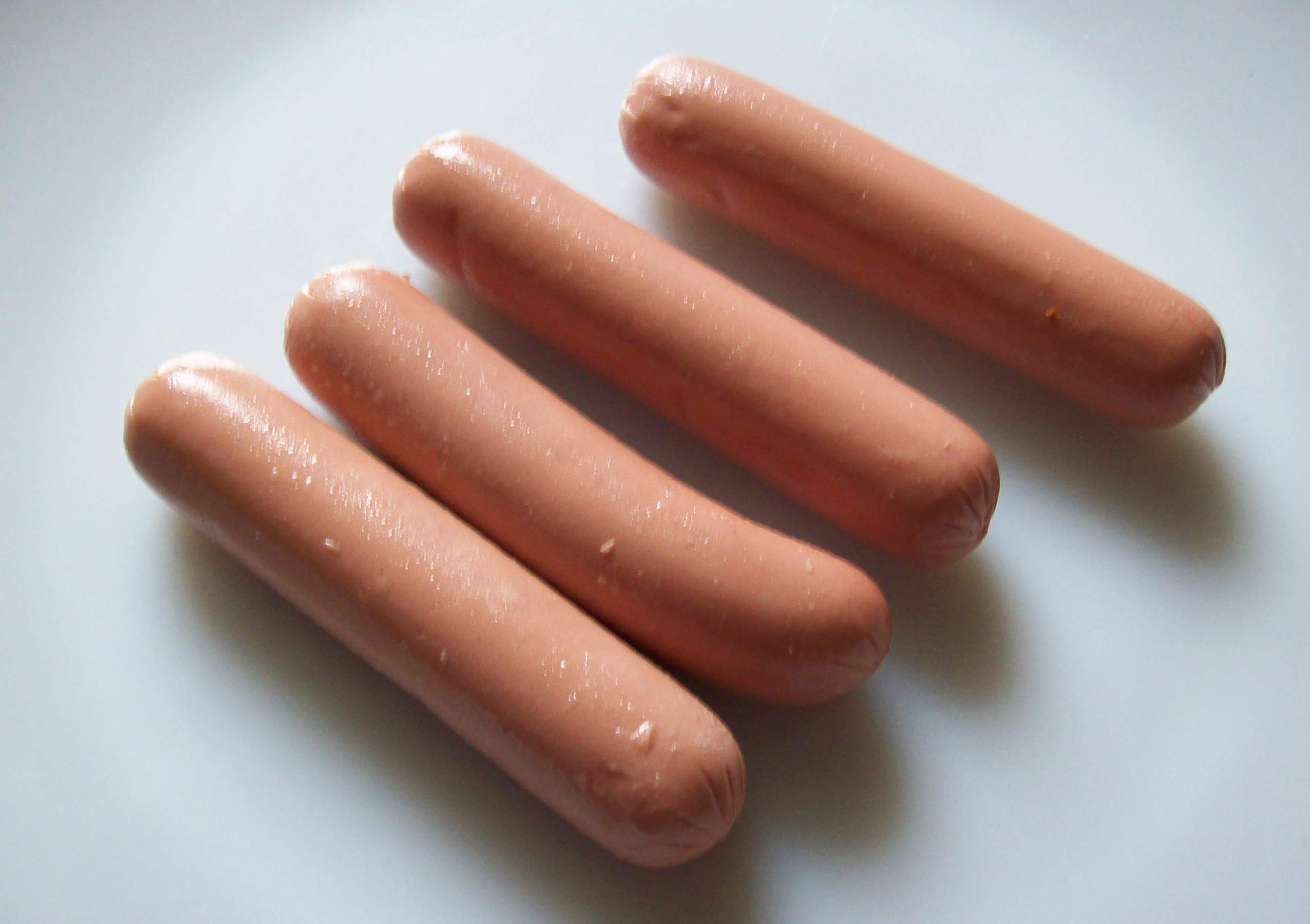
Wegetariańskie parówki

Wegetariańska parówka – bezmięsna „parówka” wyprodukowana na bazie białek sojowych.
Wegetariańskie parówki zawierają mniej tłuszczu i kalorii. W porównaniu ze zwykłymi parówkami mają niewiele tłuszczów nasyconych, a ich powłoka jest wytworzona ze składników roślinnych. Niektóre zawierają białka jajek, dlatego nie mogłyby być zaakceptowane przez laktowegetarian oraz wegan. Część parówek jest wytwarzana z tofu. Krajem ich pochodzenia są Stany Zjednoczone. 19 czerwca 2000 roku drużyna Chicago White Sox jako pierwsza zaczęła sprzedawać wegetariańskie hot dogi podczas swoich meczów na U.S. Cellular Field.